# Adelaidia rigua
Adelaidia rigua là một loài bọ cánh cứng trong họ Dermestidae. Loài này được Blackburn miêu tả khoa học năm 1891.